# 지방도 제720호선
지방도 제720호선은 전북특별자치도 익산시 오산면 장신리 모현육교에서 금마면 동고도리 금마사거리를 잇는 전북특별자치도의 지방도이다. 도로현황조서에는 익산시 신동이 기점으로 표기되고 있지만 이는 오류이며 실제 기점은 익산시 오산면 장신리이다.

## 연혁
- 2023년 11월 3일 : 노선명을 '익산 ~ 금마선'에서 '오산 ~ 금마선'으로 변경함.[2]
- 2024년 5월 31일 : 익산IC ~ 금마간 도로(익산시 금마면 서고도리 ~ 왕궁면 동촌리) 4.18km 구간 확장 개통, 기존 익산시 왕궁면 동촌리 ~ 도순리 284m 구간 폐지[3]

## 주요 경유지
- 익산시
  - 오산면 모현육교
  - 모현동 모현도서관 - (배산택지지구) - 모현대교
  - 남중동 모현대교 - 모현사거리 - 상공회의소사거리 - 올림픽기념국민생활관 - 전북대오거리
  - 마동 전북대오거리 - 동부시장오거리
  - 영등동 동부시장오거리 - 귀금속사거리 - 1공단사거리 - 익산세관
  - 어양동 중앙체육공원사거리 - 한국폴리텍5대학 익산캠퍼스 - 2공단사거리
  - 팔봉동 익산제2산업단지 - 한국전력공사 익산지사 - 익산소방서 - 익산공설운동장 - 팔봉동 행정복지센터 - 팔봉고속버스정류장 - 석왕 교차로
  - 금마면 금마사거리

## 도로명
- 익산시 오산면 모현육교 ~ 팔봉동 제2산업단지 : 선화로
- 익산시 팔봉동 제2산업단지 ~ 금마면 금마사거리 : 무왕로